# Oddný G. Harðardóttir
Oddný Guðbjörg Harðardóttir (ur. 9 kwietnia 1957 w Reykjavíku) – islandzka polityk i nauczycielka, posłanka do Althingu, od 2011 do 2012 minister finansów, w 2016 przewodnicząca Sojuszu.

## Życiorys
Absolwentka kolegium nauczycielskiego Kennaraháskóli Íslands. Kształciła się następnie na Uniwersytecie Islandzkim. Pracowała jako nauczycielka i wykładowczyni. Była menedżerem projektów w resorcie edukacji, a od 2006 do 2009 burmistrzem miejscowości Garður. Zaangażowała się w działalność polityczną w ramach Sojuszu.
W 2009 po raz pierwszy uzyskała mandat deputowanej do islandzkiego parlamentu. Z powodzeniem ubiegała się o reelekcję w 2013, 2016, 2017 i 2021. Pełniła funkcję przewodniczącej frakcji poselskiej Sojuszu. Od grudnia 2011 do października 2012 była ministrem finansów (pod koniec urzędowania ministrem finansów i spraw gospodarczych) w gabinecie Jóhanny Sigurðardóttir.
W 2016 została nową przewodniczącą Sojuszu. Ustąpiła jednak kilka miesięcy później po wyborach parlamentarnych z tego samego roku z powodu słabego wyniku jej ugrupowania. Zastąpił ją wówczas Logi Már Einarsson.